# 苏美尔语

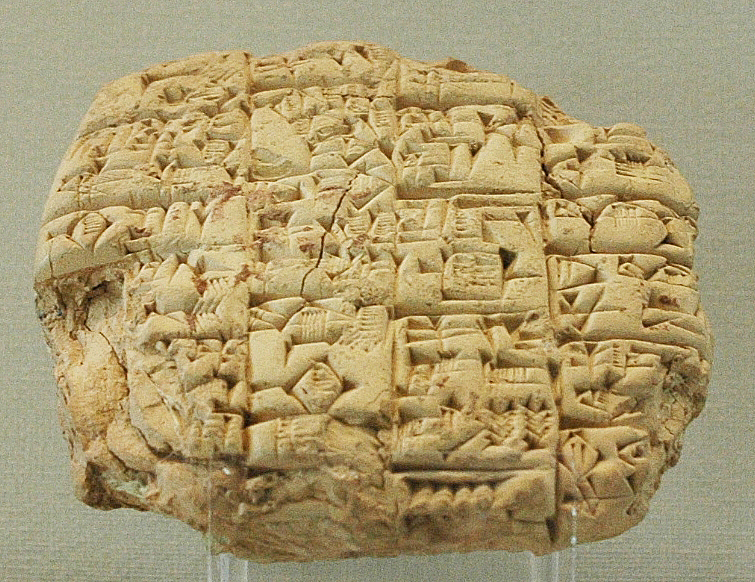
高級祭祀盧恩那（Lu'enna）給拉格什王（可能是烏魯卡基那（Urukagina））的信，通知其子在戰鬥中陣亡的消息。公元前2400年，出土于吉爾蘇（Girsu）

蘇美爾語（𒅴𒂠/eme-ĝir15，意為「本地語言」），是古代美索不達米亞南部地區蘇美爾人使用的一種孤立语言，屬於從公元前第三千紀起兩河流域大範圍的文化交流造成的蘇美爾-阿卡德雙語社會（diglossia/bilingualism）中流通語言的一種，在這個過程形成的途中，屬於孤立語言的蘇美爾語在詞彙、句法、形態、音系等方面都對屬於東閃米特語的阿卡德語造成了重大影響。
在大約公元前2000年的時候，蘇美爾語的地位逐漸被阿卡德語替代。但它作為書面、文學、科技、宗教語言在兩河流域一直被使用到公元一世紀左右。

## 變體

### 發展階段
書面的蘇美爾語可以劃分為數個階段：
- 遠古蘇美爾語（Archaic Sumerian）：公元前31-26世紀；
- 上古蘇美爾語（Old Sumerian）或稱古典蘇美爾語：公元前26-23世紀；
- 新蘇美爾語（Neo-Sumerian）：公元前23-21世紀；
- 近古蘇美爾語（Late Sumerian）：公元前20-18世紀；
- 後期蘇美爾語（Post-Sumerian）：公元前18世紀之後；

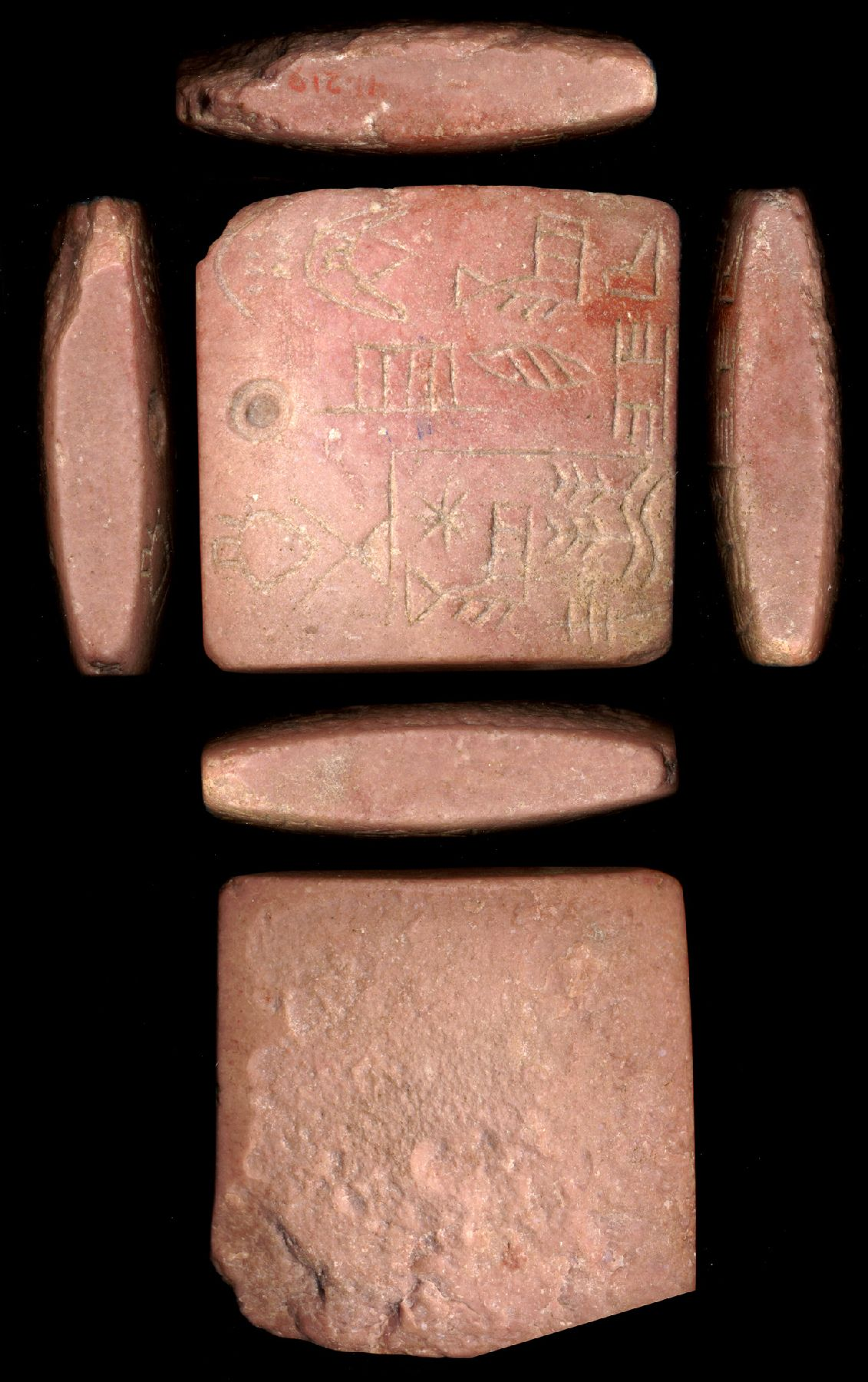
原始楔形文字泥板（約公元前3100-2900年），其中提到了一塊土地的轉讓。(Walters Art Museum)

傑姆德·那瑟時代（烏魯克III期，公元前31-30世紀）的遠古蘇美爾語銘文是具有語言學意義的最早蘇美爾語文獻，它直接繼承自公元前35-30世紀“原始書寫時代”。
有的年代劃分中不包括上列的近古蘇美爾語，而將相應部分的語言劃入後期蘇美爾語--後者意味著蘇美爾語作為口語消亡、僅被巴比倫-亞述人用作書面語言的時代。這個消亡過程通常與公元前2000左右，最後一個蘇美爾王朝烏爾第三王朝的覆滅聯係在一起，但有的學者提出消亡在該王朝前期（約公元前2100年）已經開始，而另一些學者則認為蘇美爾語作為口語在兩河流域南部某些區域（尼普爾及其周邊）持續被口頭使用到約公元前1700年。無論真實情況如何，在公元前2000-1700年之間的地層中（尤其是尼普爾的抄寫員學院）出土了大量蘇美爾語文獻與蘇美爾-阿卡德雙語詞表。同時代出土的大量阿卡德語官方文獻是區分近古蘇美爾語及其後時代的關鍵特征。

### 方言
標準蘇美爾語被稱為eme-ĝir，但同時還存在一種被稱為埃美莎語（𒅴𒊩/eme-sal，“優質語言”）的社會方言。此方言僅僅只被某些文學作品中的女性角色使用，尤其是一些特定題材的讚美詩。埃美莎語的特點多體現在音系（例如音位m [m]常常替換ĝ [ŋ]，例如埃美莎語𒈨/me與標準語𒂷/ĝe26，“我”）與部分詞彙上（埃美莎語𒂵𒊭𒀭/ga-ša-an與標準語𒊩𒌆/nin，“女性”）。

## 語法概覽

### 形態
蘇美爾語是一種黏著語，它的詞由粘在一起的大量明細又分離的前綴與詞素組成。
在語法性上，蘇美爾語區分人性/物性而不是陰陽性。蘇美爾語的“人性”包括人與神，有時還包括塑像。蘇美爾語區分為兩個時態：過去時與現在-未來時，有時它們也用完成/未完成兩個語法體進行區分。蘇美爾語中有大量的名詞格，包括通格（-Ø）、作格（-e）、屬格（-（a）k）、與格（人性名詞-r（a），物性名詞-e）、方位格（-a，僅用於物性名詞）、伴隨格（-da）、等同格（-gin）、狀語格（-še）、離格（-t（a），僅用於物性名詞）。在不同的語法書中這些格的數量與名字并不相同。
蘇美爾語的另一個顯著特征是大量的同音詞，雖然這些同音詞可能是偽的-它們可能在諸如聲調上有區別，或者有著某種我們並不知道的語音差異。這些用不同楔形字符來書寫的同音詞通常用約定的數字來標定，有時候數字“2”與“3”也會使用尖音符與重音符標註來替代，例如: du，“走”；du3=dù，“修建”。

### 句法
蘇美爾語是部分作格語言：在現在-將來時/未完成體的第一、二人稱中表現為主賓格語言，但在其它大多數陳述語態的結構中表現為作通格語言。在蘇美爾語中，作格用後綴-e表達，而通格如同絕大多數作格語言一樣無後綴。作格例句：lugal-e e2 mu-un-du3 “王修建了房子”；lugal ba-ĝen  “王走了”（及物動詞主語與非及物動詞主語結構不同，它具有後綴-e）。主賓格例句：i3-du-un (<*i3-du-en) “我走了”；e2 ib2-du3-un (<*ib2-du3-en) “我修建了房子”（動詞具有相同的一人稱單數後綴-en，故此及物動詞主語與非及物動詞主語結構相同）。

## 語言分類
蘇美爾語為孤立語言，學者將它與大量語言進行過對比分類，部分結果如下：
- 南高加索語系[11]:（Nicholas Marr）
- 蒙達語族[12]:（伊戈尔·米哈伊洛维奇·季亚科诺夫）
- 達羅毗荼語系
- 烏拉語系[13]:（Simo Parpola）
- 巴斯克語[14]:（Aleksi Sahala）
- 諾斯特拉語系[15]:（Allan Bomhard）
- 漢藏語系[16]:（Jan Braun）

亦有學者建議蘇美爾語是源於新石器時代晚期的一種克里奧爾語(Høyrup 1992)。但所有的這些解釋都沒有明確有力的證據，因而不能算作有效的嘗試。
一種更廣為接受的假說認為，在蘇美爾語出現在南美索不達米亞之前，曾有過一種“原始幼發拉底語言”存在，它與任何一種已知的語言都無關，而給蘇美爾語帶去了大量多音節借詞。

## 書寫系統

### 楔形文字的發展

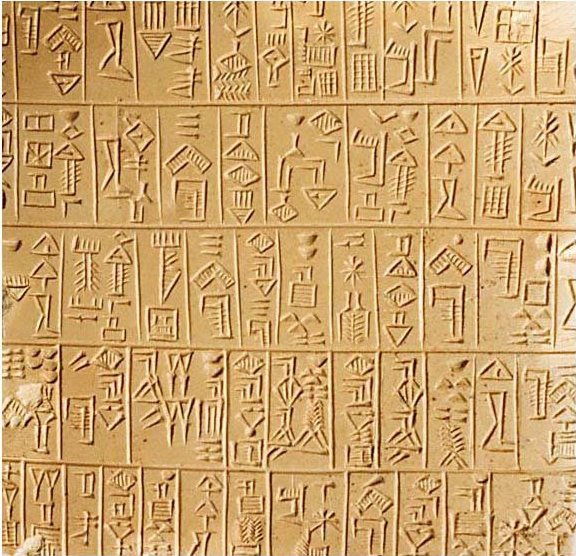
約公元前26世紀的蘇美爾語文獻

蘇美爾語是已知最早留有書面記錄的語言之一，它的“原始書寫時期”可以追溯到約公元前3300-3000年，最早的文獻是基什泥板。這個時代的文獻是純粹是用表意文字書寫的，不存在任何語言學與音韻學內容。1936年，亚当·法尔肯施泰因列出了烏魯克時代晚期（前34-31世紀）被使用的939個原始書寫時代字符。
語言學上不含糊、能被明確界定為蘇美爾語的文獻出土於捷姆迭特·那色，年代可追溯到前31-30世紀。從約公元前2600年開始，這些語素字符開始廣泛使用楔形的尖筆書寫在潮濕的黏土板上，這種古老的楔形字體與原始楔形文字共存，1922年，Deimel列出了出土于早王朝IIIa時期（約公元前2600年）所使用的870個字符。與此同時，大量的語素字符簡化為由數百個半音節-半語素字符組成的符號集，1967年，羅森加藤（Rosengarten）列出了出土于前薩爾貢時代的拉格什文獻中所使用的468個字符，而從約公元前26世紀至24世紀的前薩爾貢時代通常被視為“經典蘇美爾語”時代。
公元前第三千紀中期，為適應阿卡德語的書寫，楔形文字有了一些改動（參見語音補助），我們對蘇美爾語的知識主要就來自阿卡德語的詞彙表。自公元前21世紀的烏爾第三王朝起，蘇美爾語已經使用一種高度抽象化的楔形字符書寫，這套字符直接被後來的古亞述楔形文字所繼承。

### 轉寫
蘇美爾語的轉寫是將楔形字符轉用拉丁字母表示的過程。通常而言，楔形字符的使用分為三類：意符（表示一個有確定讀音的蘇美爾語詞彙）、音符（表示一個明確的音節，包括V，VC，CV與CVC四類）與定符（表示詞彙的語義分類，無音值）。有的蘇美爾語意符是用幾個楔形字符來表達的。

## 音系與語法
蘇美爾語是一類部分作格的黏著語，母語使用者的缺失、相關語言細節的缺少和親屬語言的缺失使得它的破解相當困難。
下文使用亞述學對蘇美爾語的標準轉寫，其中假定的語音與形態學結構用//來標註。注意到由於蘇美爾語破譯的難度，下述大部分內容都只是現階段語言學家的猜測。

### 音系
由於母語使用者的缺失，現代關於蘇美爾語音系的知識相當匱乏模糊。

#### 輔音
蘇美爾語中至少存在下述輔音：
|        |          | 雙唇音 | 齒齦音     | 齒齦後音 | 軟腭音 |
| ------ | -------- | ------ | ---------- | -------- | ------ |
| 鼻音   | 鼻音     | m      | n          |          | ŋ ⟨g̃⟩  |
| 塞音   | 非送氣音 | p ⟨b⟩  | t ⟨d⟩      |          | k ⟨g⟩  |
| 塞音   | 送氣音   | pʰ ⟨p⟩ | tʰ ⟨t⟩     |          | kʰ ⟨k⟩ |
| 擦音   | 擦音     |        | s          | ʃ ⟨š⟩    | x ⟨ḫ⟩  |
| 塞擦音 | 非送氣音 |        | t͡s ⟨z⟩     |          |        |
| 塞擦音 | 送氣音   |        | t͡sʰ ⟨ř~dr⟩ |          |        |
| 閃音   | 閃音     |        | ɾ ⟨r⟩      |          |        |
| 流音   | 流音     |        | l          |          |        |

- 簡單的6個塞音，區分三個發音部位，以是否送氣分為兩類：
  1. p （清送氣雙唇塞音）；
  2. t （清送氣齒齦塞音）；
  3. k （清送氣軟顎塞音）；
  4. b （濁不送氣雙唇塞音）；
  5. d （濁不送氣齒齦塞音）；
  6. g （濁不送氣軟顎塞音）。

作為語音規則，/p/、/t/、/k/不出現于詞尾。
- 一個通常表示為/ř/的音素（有時也寫為dr）可能代表清齒齦塞擦音/t͡s/，這個音後來在北、南方方言中分別演化為/d/和/r/。
- 鼻音有3個，發音部位與塞音相同：
  1. m （雙唇鼻音）；
  2. n （齒齦鼻音）；
  3. g̃ （通常書寫為ĝ，有時寫為ŋ）（軟腭鼻音）/ŋ/（有時也被認為是唇化鼻音或者鼻音化的唇-軟腭輔音[19]）。
- 3個噝音:
  1. s，（清齒齦擦音),
  2. z，（清齒齦塞擦音|/t͡s/，顯示與阿卡德語借詞中對應的/s/=[t͡s]。在早期蘇美爾語中對應音素/ř/的不送氣版本。[20]）
  3. š（多描述為清顎齦擦音/ʃ/）
- 軟腭擦音ḫ /x/（有時寫為h）；
- 兩個流音：
  1. l（一個邊音）；
  2. r（一個日音）。

基於借詞等因素，部分其它輔音音素亦被假定存在，雖然還沒有一個假定得到了廣泛的證實。例如，季亚科诺夫列出了數個存在兩種l-音、兩種r-音、兩種h-音與兩種g-音的證據，并假定位於詞尾被丟掉的輔音（如zag > za3中的g音）與未丟掉的輔音（如lag中的g音）在音值上有區別。另一些輔音，如半元音/j/、/w/亦可能存在，而喉擦音/h/或喉塞音的存在亦可用於解釋一些詞中元音收縮匱乏的現象。
通常情況下，詞尾的輔音是不寫的--它們可能在口語中亦被省去--只有在後面接元音時才會出現，例如屬格詞尾-ak中的尾音/k/在e2 lugal-la（“國王的房子”）中被略去，而在e2 lugal-la-kam（“那是國王的房子”）中被寫出。

#### 元音
楔形文字中能明確區分的元音包括/a/、/e/、/i/與/u/。/o/亦有可能存在，只是被阿卡德語轉寫（阿卡德語不區分/u/與/o/）所掩蓋了，但是這個假設並沒有有力的證據。
部分前薩爾貢時代的拉格什文獻中出現了前綴i3/e-中元音的舌位出現元音和諧的證據（數位學者提出這要求除了/o/以外，還需要音素/ɛ/或/ɔ/的存在。），不少特定的前綴與後綴與相臨音節發生的部分或全部元音同化現象亦出現在後期的文書里，尤其是具有相同元音的雙音節詞根。脫漏造成的元音省略（如*/aa/，*/ia/，*/ua/>a，*/ae/>a，*/ue/>u，等等）亦是非常常見的現象。
目前已明確的音節種類包括V，CV，VC，CVC四類，更複雜的音節即使存在也無法在楔形文字中反映出來。

### 語法

#### 名詞形態
蘇美爾語的名詞詞根通常包括1-2個音節（如igi（眼睛），e2（房子），nin（女士）），雖然也有三音節的實例，如šakanka（市場）。存在兩種語法類名詞性：人性與物性（前者包括人、神、雕像，但不包括動植物；後者還包括集合複數的名詞），分類可以從語義上理解。
形容詞與其他修飾成分出現在名詞後，如lugal maḫ（“偉大的王”）。名詞本身不發生曲折，各種語法結構按照一定順序一次加在名詞上。這個順序通常為：名詞-形容詞-數詞-屬格短語-關係從句-屬格標記-複數標記-格標記，例如：diĝir gal-gal-ĝu-ne-ra（“神 偉大的（疊字）-我的-複數-與格標記”=“為了我所有偉大的神”）。屬格標記、複數標記、格標記通常被視為後綴，但近年來多被視為附屬字或後置介詞。
人性名詞的複數標記是-（e）ne（可以選擇是否標記），而物性名詞不由複數後綴標記。複數也可以使用形容詞ḫi-a（“各種的”）、使用複數系動詞-meš、直接雙寫名詞（kur-kur，“全部的異域土地”）或形容詞（a gal-gal，“所有偉大的水”）（雙寫被認為表示全部）或僅僅使用複數動詞來表示，涉及動詞複數的複數僅僅出現在人性名詞上。格標記包括/-Ø/（通格）、/-e/（作格）、/-e/ （向格，有朝向義）、/-ak/（屬格）、/-gin/ （等價格，用作比喻意）、/-r(a)/（與格，間接賓語）、/-(e)š(e)/ （通常稱為結束格，實際表達的意義是“朝向、目的”）、/-da/（伴隨格，與某某一起）、/-a/（方位格）、/-ta/（離格，表來源），附加的時間、空間意義可由屬格達到，例如：bar udu ḫad2-ak-a，“外面 綿羊 白色-屬格標記-方位格標記”=“在白色綿羊的外面”=“因為白色的綿羊”。
已被證實的獨立人稱代詞包括ĝe26-e（“我”，一人稱單數）、ze2-e（“你”，二人稱單數）、a-ne或e-ne（“他”，人性三人稱單數）與a/e-ne-ne（“他們”，人性三人稱複數）；所有格代詞（後綴）-ĝu10（“我的”，一人稱單數）、-zu（“你的”，二人稱單數）、-(a)-n(i)（“他的”，人性三人稱單數）、-b(i)（“它（們）的”，物性三人稱單/複數，指示代詞與集合詞也用同一個）、-me（“我們的”，一人稱複數）、-zu-ne-ne（“你們的”，二人稱）和-(a)-ne-ne（“他們的”，三人稱複數，有生命者）。多數後綴若黏著在元音結尾的音節上，則首元音趨于丟失。
名詞短語的嵌入式結構可由下述例子闡述：sipad udu siki-ak-ak-ene，“長毛羊的牧羊人”，其中第一個屬格結構（-a（k））將siki（“羊毛”）附屬于udu（“綿羊”），而第二個將udu siki-a(k)（“長毛羊”）附屬于sipad（“牧羊人”）。
| 格      | 人性 | 物性 |
| ------- | ---- | ---- |
| 屬格    | -ak  | -ak  |
| 作格    | -e   | -e   |
| 通格    | -Ø   | -Ø   |
| 與格    | -ra  | —    |
| 向格    | —    | -e   |
| 方位格  | -a   | -a   |
| 方位格2 | —    | -ne  |
| 往格    | -še  | -še  |
| 副詞格  | -eš  | -eš  |
| 離格    | -ta  | -ta  |
| 伴隨格  | -da  | -da  |
| 等價格  | -gen | -gen |

#### 動詞形態

##### 總述
蘇美爾語的限定動詞形態包括大量語氣和與主、賓語的人稱、數、格一致性。動詞鏈亦可包含有與動詞其他附加成分有關的代詞，傳統上解釋為“一致性”，但實際上從句中的這些成分無需同時出現，例如e2-še3 ib2-ši-du-un和e2-še3 i3-du-un都意為“我進入房間”，而簡化版ib2-ši-du-un“我進入它”亦可使用。
蘇美爾語動詞亦存在另一種二元形態，有的學者視為時（過去時與現在-將來時），而其他人視為體（完成體與未完成體），在後文中將用TA（tense/aspect）來表示。每一種形態又區分為被動與中動兩種語態。注意到我們對蘇美爾語的了解是通過阿卡德文獻轉述得到的，故此它已知的語法項目常常會與阿卡德語對應起來。
動詞詞根通常都是單音節的，與各種詞綴構成有15個位置序列的動詞鏈結構。限定動詞同時具有前綴與後綴，而非限定動詞只具有後綴。概括的說，前綴以以下的順序分為三類：情態前綴、變位前綴與代詞-空間前綴；後綴包括表示未來/非完成的後綴-ed-、代詞後綴與將整個動詞鏈名詞化的後綴-a。

##### 情態前綴
情態前綴包括：
- /Ø-/：陳述情態；
- /nu-/與/la-/，/li-/：否定情態。其中/la/與/li/用在變位前綴ba-與bi2-之前；
- /ga-/：勸告情態，表示“讓我們做……”；
- /ḫa-/或/ḫe-/（後期被元音同化得更厲害）：委託語態或贊成情態；
- /u-/：預期情態，表示“當/如果”，亦可表示輕微的命令；
- /na-/：否定情態或贊成情態；
- /bara-/：否定情態或被稱為“vetitive”（阿卡德語法名詞）；
- /nuš-/：可能指無法實現的願望；
- /ša-/（後期被元音同化得更厲害）：可能是贊成情態。

他們的具體意義由TA決定。

##### 變位前綴
有關於“變位前綴”的具體意義、結構、數目至今仍爭論不休，它的名字來自于限定名詞在陳述情態中通常要加一個該類前綴的事實。最常用的“變位前綴”有mu-、i3-（早王朝時期拉格什文獻變體e-）、ba-、bi2-（早王朝時期拉格什文獻變體bi-或be2-）、im-、im-ma（早王朝時期拉格什文獻變體e-ma-）、im-mi-（早王朝時期拉格什文獻變體i3-mi或e-me-）、mi-（總是後接人稱-空間前綴-ni-）與al-，較少出現的還有a-、am3、am3-ma-、am3-mi。事實上研究指出上述多數前綴都是相互結合與語素變體的存在。

## 相关注釋
1. ↑  Hammarström, Harald; Forkel, Robert; Haspelmath, Martin; Bank, Sebastian (编). . . Jena: Max Planck Institute for the Science of Human History. 2016.
2. 1 2   Deutscher, Guy (2007). Syntactic Change in Akkadian: The Evolution of Sentential Complementation. Oxford University Press US. pp. 20–21. ISBN 978-0-19-953222-3.
3. ↑  Joan Oates (1979). Babylon [Revised Edition] Thames and Hudston, Ltd. 1986 p. 30, 52–53.
4. ↑  Michalowski, P., 2006: "The Lives of the Sumerian Language", in S.L. Sanders (ed.), Margins of Writing, Origins of Cultures, Chicago, 159–184
5. ↑  Woods C. 2006 "Bilingualism, Scribal Learning, and the Death of Sumerian". In S. L. Sanders (ed) Margins of Writing, Origins of Culture: 91–120 Chicago [1] (Archive).
6. ↑  possibly to be interpreted as "fine tongue" or "high-pitched voice" (Rubio (2007) p. 1369). Other terms for dialects or registers include eme-galam "high tongue", eme-si-sa "straight tongue", eme-te-na "oblique[?] tongue", etc. Sylvain Auroux, History of the Language Sciences vol. 1 (2000) p. 2.)
7. ↑  Piotr Michalowski, "Sumerian," The Cambridge Encyclopedia of the World's Ancient Languages." Ed. Roger D. Woodard (2004, Cambridge University Press). Pages 19–59
8. ↑  Georges Roux, Ancient Iraq, 3rd ed., Penguin Books, London, ç1993, p.80-82
9. ↑  Joan Oates, Babylon, Rev. ed., Thames and Hudson, London, ç1986, p.19
10. ↑  John Haywood, The Penguin Historical Atlas of Ancient Civilizations, Penguin Books, London, ç2005, p.28
11. ↑  (French) http://www.inrp.fr/edition-electronique/lodel/dictionnaire-ferdinand-buisson/document.php?id=2798： （页面存档备份，存于）
12. ↑  DIAKONOFF, Igor M., 1997. "External Connections of the Sumerian Language." Mother Tongue 3: 54–63.
13. ↑  Simo Parpola, "Sumerian: A Uralic language" in Language in the Ancient Near East. Compte rendu de la 53e Rencontre Assyriologique Internationale, Moscow., July 23, 2007 (work in process).
14. ↑  Aleksi Sahala 2009–2012, "Sumero-Indo-European Language Contacts" – University of Helsinki.
15. ↑  Bomhard, Allan R. & PJ Hopper (1984) "Toward Proto-Nostratic: a new approach to the comparison of Proto-Indo-European and Proto-Afroasiatic" (Current Issues in Linguistic Theory, 27)
16. ↑  Jan Braun, "SUMERIAN AND TIBETO-BURMAN, Additional Studies", Wydawnictwo Agade, Warszawa, 2004, ISBN 83-87111-32-5.
17. ↑  Høyrup, Jens 1998: "Sumerian: The descendant of a proto-historical creole? An alternative approach to the Sumerian problem" in Published: AIΩN. Annali del Dipartimento di Studi del Mondo Classico e del Mediterraneo Antico. Sezione linguistica. Istituto Universitario Orientale, Napoli 14 (1992; publ. 1994), 21–72, Figs. 1–3.
18. ↑  [Keetman, J. 2007. "Gab es ein h im Sumerischen?" In: Babel und Bibel 3, p.21]
19. 1 2  Michalowski, Piotr (2008): "Sumerian". In: Woodard, Roger D. (ed.) The Ancient Languages of Mesopotamia, Egypt and Aksum. Cambridge University Press. P.16
20. ↑  . www.academia.edu.   [2015-11-23]. （原始内容存档于2020-05-19）.
21. ↑  "Sumerian language". The ETCSL project. Faculty of Oriental Studies, University of Oxford. 2005-03-29. Retrieved 2011-07-30.
22. ↑  Attinger, Pascal, 1993. Eléments de linguistique sumérienne. p. 212 [4] (Archive).
23. ↑  Smith, Eric J M. 2007. [-ATR] "Harmony and the Vowel Inventory of Sumerian". Journal of Cuneiform Studies, volume 57
24. ↑  Michalowski, Piotr (2008): "Sumerian". In: Woodard, Roger D. (ed.) The Ancient Languages of Mesopotamia, Egypt and Aksum. Cambridge University Press. P.17
25. ↑  Kausen, Ernst. 2006. Sumerische Sprache. p.9
26. ↑  Zólyomi, Gábor, 1993: Voice and Topicalization in Sumerian. PhD Dissertation
27. 1 2  Johnson, Cale, 2004: In the Eye of the Beholder: Quantificational, Pragmatic and Aspectual Features of the *bí- Verbal Formation in Sumerian, Dissertation. UCLA, Los Angeles
28. ↑  Zólyomi, Gábor (2014). Grzegorek, Katarzyna; Borowska, Anna; Kirk, Allison, eds. Copular Clauses and Focus Marking in Sumerian. De Gruyter. p. 8. ISBN 978-3-11-040169-1. Retrieved 21 July 2016.
29. ↑  E.g. Attinger 1993, Rubio 2007

## 延伸閱讀
- Friedrich Delitzsch. . J. C. Hinrichs. 1914: 295  [2011-07-05]. （原始内容存档于2014-10-01）.
- Ebeling, J., & Cunningham, G. (2007). Analysing literary Sumerian : corpus-based approaches. London: Equinox. ISBN 978-1-84553-229-1
- Halloran, J. A. (2007). Sumerian lexicon: a dictionary guide to the ancient Sumerian language. Los Angeles, Calif: Logogram. ISBN 978-0-9786429-1-4

## 外部連結
- General
  - Sumerian Language Page （页面存档备份，存于）
  - Akkadian Unicode Font (to see Cuneiform text)
- Linguistic overviews
  - Sumerian: What We Know and What We Want to Know, by Claus Wilcke
  - Introduction to Sumerian grammar by Daniel A. Foxvog（页面存档备份，存于）
  - A Descriptive Grammar of Sumerian by Abraham Hendrik Jagersma (preliminary version)
  - Sumerisch (An overview of Sumerian by Ernst Kausen, in German) （页面存档备份，存于） （页面存档备份，存于）
  - Sumerian language article in 1911 Encyclopædia Britannica (of historical interest)
  - Chapter VI of Magie chez les Chaldéens et les origines accadiennes (1874) by François Lenormant: the state of the art in the dawn of Sumerology, by the author of the first ever  （页面存档备份，存于） grammar of "Akkadian"
- Dictionaries
  - Electronic Pennsylvania Sumerian Dictionary (EPSD)
  - Elementary Sumerian Glossary by Daniel A. Foxvog (after M. Civil 1967) （页面存档备份，存于）
  - Sumerian Lexicon, Version 3.0, by John A. Halloran （页面存档备份，存于）
- Corpuses
  - The Electronic Text Corpus of Sumerian Literature （页面存档备份，存于）. Includes translations.
  - CDLI: Cuneiform Digital Library Initiative （页面存档备份，存于） a large corpus of Sumerian texts in transliteration, largely from the Early Dynastic and Ur III periods, accessible with images.
- Research
  - Online publications arising from the ETCSL project (PDF)
  - Structural Interference from Akkadian in Old Babylonian Sumerian by Gábor Zólyomi （页面存档备份，存于） (PDF)
  - Other online publications by Gábor Zólyomi (PDF)
  - The Life and Death of the Sumerian Language in Comparative Perspective （页面存档备份，存于） by Piotr Michalowski
  - Online publications by Cale Johnson （页面存档备份，存于） (PDF)
  - Eléments de linguistique sumérienne (by Pascal Attinger, 1993; in French), at the digital library RERO DOC: Parts 1-4, Part 5 （页面存档备份，存于）.
  - The Origin of Ergativity in Sumerian, and the Inversion in Pronominal Agreement: A Historical Explanation Based on Neo-Aramaic parallels, by E. Coghill & G. Deutscher, 2002 at the Internet Archive